# VdB 102
vdB 102 è una nebulosa a riflessione visibile nella costellazione dello Scorpione.
Si individua nella parte settentrionale della costellazione, a nord di Antares; si tratta della parte più luminosa della grande nube di gas e polveri che si estende in senso est-ovest nei pressi della stella ν Scorpii, a nord del gruppo di astri che costituiscono la "testa" dello Scorpione. Questa nube viene illuminata in più punti da diverse stelle, diventando visibile come tante nebulose a riflessione apparentemente separate fra loro; fra queste vi è la nube IC 4601, la cui parte più luminosa coincide con vdB 102. Le stelle responsabili dell'illuminazione di vdB 102 sono note con le sigle HD 147009 e HD 147010. La prima è la meno luminosa, essendo di magnitudine 8,06; si tratta di una stella bianca di sequenza principale. La seconda è invece la più luminosa; si tratta di una gigante blu di classe spettrale B9III di magnitudine 7,40, che è anche una variabile Alfa2 Canum Venaticorum con oscillazioni minime, dell'ordine di 0,045 magnitudini; la sua sigla di stella variabile è V933 Scorpii.
La parallasse di queste stelle indica una distanza di circa 143 parsec (467 anni luce), simile a quella della Nube di Rho Ophiuchi, una grande regione nebulosa in cui è attiva la formazione stellare; a qualche decina di anni luce di distanza si trovano invece le stelle massicce appartenenti all'Associazione Scorpius OB2, una brillante associazione OB coincidente con le stelle blu visibili anche ad occhio nudo nella parte settentrionale dello Scorpione.